# Alfred Börckel
Alfred Börckel, également Alfred Boerckel, (né le 14 novembre 1851 à Mayence et mort le 23 décembre 1928) est un bibliothécaire, historien local et écrivain allemand.

## Biographie
Alfred Börckel, fils du médecin-chef autrichien Valentin Börckel (1800-1887), qui travaille comme médecin dans la forteresse de Mayence, et de Maria, née Eller (1820-1901), étudie au Progymnasium privé à Biebrich. Il travaille ensuite comme homme d'affaires à partir de 1867 puis se tourne vers l'écriture. Le 9 octobre 1879, il devient assistant, le 20 avril 1881 secrétaire et le 20 avril 1881 bibliothécaire à la bibliothèque municipale de Mayence, où il prend sa retraite le 1er avril 1919. En 1896, il est nommé conseiller de cour du Grand-duché de Hesse. Alfred Börckel publie de la poésie, des romans et surtout des livres historiques sur Mayence. Il est enterré au cimetière principal de Mayence.
Alfred Börckel est marié avec Maria Heck (1872-1955). Aenny Börckel (née en 1897) et l'avocat Fritz Boerckel (de) (1898–1980) sont issus de ce mariage.

## Publications (sélection)
- (de) Vom Rhein! Gedichte, Mayence, Diemer, 1878
- (de) Inko der Huronenhäuptling. Dramatisches Gedicht in 5 Akten, Mayence, Diemer, 1880
- (de) Die fürstlichen Minnesinger der Manesse’schen Liederhandschrift: Ihr Leben und ihre Werke in leichtverständlicher Darstellung, Mayence, Von Zabern, 1882
- (de) Gutenberg. Historisches Drama in 3 Akten, Mayence, Von Zabern, 1883 (lire en ligne)
- (de) Strandlieder, Mayence, Von Zabern, 1885
- (de) Der Philosoph von Sanssouci. Schauspiel, Mayence, Von Zabern, 1885
- (de) Mainzer Geschichtsbilder. Skizzen denkwürdiger Personen und Ereignisse von 1816 bis zur Gegenwart, Mayence, Von Zabern, 1890
- (de) Gutenberg. Sein Leben, sein Werk, sein Ruhm, Gießen, E. Roth, 1897 (lire en ligne)
- (de) Gutenberg und seine berühmtesten Nachfolger im ersten Jahrhundert der Typographie nach ihrem Leben und Wirken dargestellt, Francfort-sur-le-Main, Klimsch & Co., 1900 (lire en ligne)
- (de) Der Mainzer Friedhof. Seine Geschichte und seine Denkmäler. Zur Erinnerung an sein 100 jähriges Bestehen, Mayence, Verlag der Stadt Mainz, 1903
- (de) Goethe und Schiller in ihren Beziehungen zu Mainz, Mayence, Von Zabern, 1904
- (de) Geschichte von Mainz als Festung und Garnison von der Römerzeit bis zur Gegenwart, Mayence, Diemer, 1913 (lire en ligne)
- (de) Mainzer Chronik 1892–1917, Mayence, Diemer, 1917
- (de) Das goldene Mainz in seinen Hauptsehenswürdigkeiten: Dom, Kurfürstl. Schloß, Deutschhaus und Stadtpark nebst einem Rundgang durch die Stadt und Aussprüchen ihrer berühmten Besucher, Mayence, Diemer, 1921 (lire en ligne)